# محمد علی عایض
محمد علی عایض (عربی: محمد علي عايض؛ زادهٔ ۱۳ اکتبر ۱۹۹۰) بازیکن فوتبال است.
از باشگاه‌هایی که در آن بازی کرده‌است می‌توان به باشگاه فوتبال العین و باشگاه فوتبال الشباب امارات اشاره کرد.